# Solanus Casey
Bernard Francis Casey, llamado Solanus Casey (26 de noviembre de 1870 - †31 de julio de 1957), fue un fraile capuchino estadounidense, nacido en Wisconsin, en el seno de una familia de inmigrantes irlandeses.
Ingresó como capuchino en 1924, y fue portero en muchos conventos, como hermano lego, es conocido en Estados Unidos, por su don de taumaturgia, el don de sanar enfermos, y más aún después de su muerte.
Durante el período de la Gran Depresión de 1929, el Padre Solanus Casey fundó un comedor social para los pobres y desamparados, que actualmente funciona todavía, hoy bajo del patrocinio de los Padres Capuchinos y de la Fundación que lleva su nombre.
Murió de cáncer en el convento de San Buenaventura de Yonkers, en Detroit, Míchigan, el 31 de julio de 1957, a la edad de 87 años
El Papa Juan Pablo II lo declaró Venerable, el 31 de julio de 1995.
Beatificacion: 18 de noviembre de 2017, Detroit.

## Pensamientos de Solanus Casey
"La religión está en unión y dependencia con Dios y nuestros semejantes"

"Doy mi alma a Jesucristo"

## Solanus Casey, en el cine, la literatura y la televisión
La vida y legado del Padre Solanus Casey trascendió en la historia estadounidense, que muchos libros se escribieron sobre su vida y también documentales, como:
- La Jornada Heroica: Vida y Legado de Solanus Casey, coproducción de EWTN y la Fundación Padre Solanus Casey.